# Plaza de España (Santa Cruz de Tenerife)
La Plaza de España è la piazza centrale di Santa Cruz de Tenerife (Spagna), sede del potere civile con il Palacio del Cabildo de Tenerife e cuore della vita sociale della città. La piazza si trova nel centro della città, a pochi metri a nord del Auditorium di Tenerife.

## Descrizione

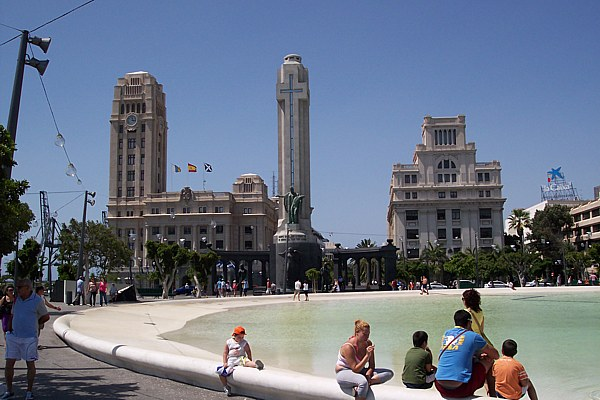
Plaza de España

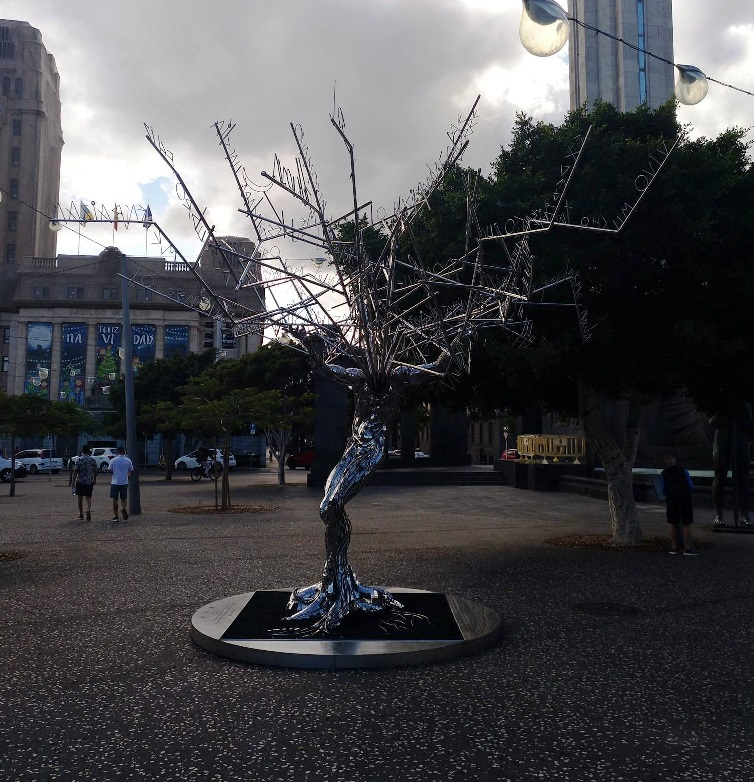
Scultura intitolata Lo llevo bien.

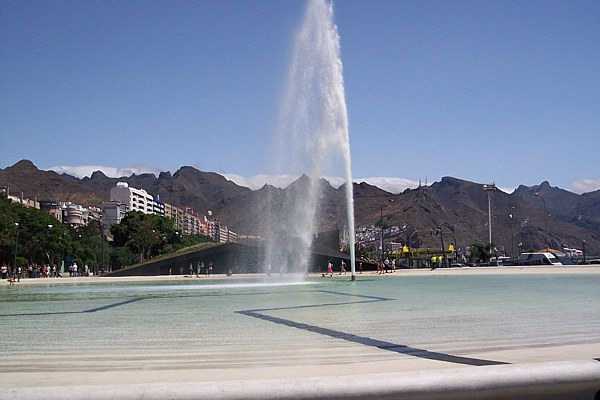
Lago artificiale

È la piazza più grande delle Isole Canarie ed è stata costruita nel 1929 sul luogo del Castello di San Cristóbal, lo storico castello che era stato eretto per difendere l'isola dai pirati. La piazza è circondata dal Palacio Insular de Tenerife, il Palacio de la Carta e la Piazza della Candelaria.
Al centro della piazza è una grande fontana artificiale, lavoro degli architetti svizzeri Herzog & de Meuron. Al centro della piazza vi è anche un monumento dedicato alla memoria dei caduti della guerra civile spagnola.
Questa piazza è considerata una delle piazze principali dell'isola di Tenerife, insieme a Plaza del Cristo de La Laguna a San Cristóbal de La Laguna e la Plaza de la Patrona de Canarias a Candelaria.
Ad una estremità vicino al lago di Plaza de España è il grande segno del marchio turistico della città: "Santa Cruz, el corazón de Tenerife" ("Santa Cruz, il cuore di Tenerife"). La struttura misura 11,1 metri di lunghezza e 1,4 metri di altezza. Le lettere sono bianche tranne che per l'ultima "a" della parola Santa, che è un cuore blu invertito nella cui sommità c'è un altro cuore in questo custodia verde posizionata in posizione naturale. Durante eventi importanti il segno è ridipinto in diversi colori e con simboli diversi.
Nel 2021, la scultura dell'artista basco Julio Nieto, conosciuta come “Lo llevo bien”, è stata installata permanentemente nella piazza. È un pezzo di acciaio inossidabile alto cinque metri e pesante 450 chili con l'aspetto di un uomo a forma di albero che simboleggia "l'ottimismo dell'essere umano, che nonostante tutti i suoi pensieri, lo prende bene".

## Nella cultura di massa
Nel 2015, la quinta del film "The Bourne Identity" è stato girato a Santa Cruz de Tenerife. Per fare questo, la città è stata particolarmente impostato per simulare le città greche di Atene e del Pireo. La Piazza di Spagna è stato fissato per rappresentare piazza Syntagma di Atene.